# Čalma
Pour les articles homonymes, voir Calma (homonymie).
Čalma (en serbe cyrillique : Чалма) est une localité de Serbie située dans la province autonome de Voïvodine et sur le territoire de la ville de Sremska Mitrovica, district de  Syrmie (Srem). Au recensement de 2011, elle comptait 1 431 habitants.
Čalma, officiellement classé parmi les villages de Serbie, est une communauté locale, c'est-à-dire une subdivision administrative, de la ville de Sremska Mitrovica.

## Géographie

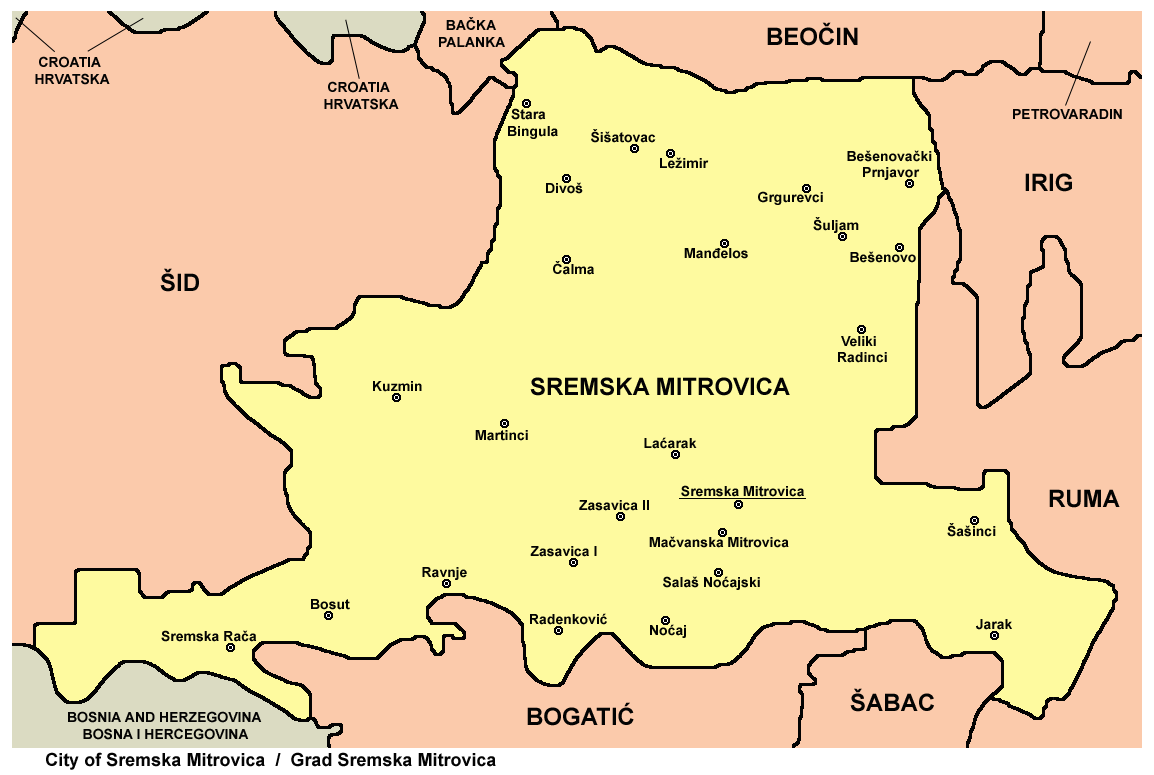
Localisation de Čalma dans la ville de Sremska Mitrovica

Čalma se trouve dans la région de Syrmie, au pied du versant méridional de la Fruška gora.

## Histoire
Sur le territoire de Čalma, les archéologues ont mis au jour des restes d'outils, d'armes et de céramiques remontant à la Préhistoire. À 1 kilomètre du village ont également été retrouvés des vestiges de constructions romaines, ainsi qu'une plaque en plomb avec un relief votif représentant le dieu Mithra ; cette plaque est aujourd'hui conservée à Budapest.
Čalma, sous le nom de Sveti Đorđe (Vicum Sancti Georgi) est mentionné pour la première en 1189, lors de la troisième croisade ; le village est encore mentionné en 1351. Il fut conquis par les Ottomans au début du XVIe siècle.
Au tournant des XVIIe et XVIIIe siècles, Čalma passa sous le contrôle des Autrichiens. Le village figure sur une carte de la Syrmie datée de 1730 ; à cette époque, il comptait 90 foyers et 5 prêtres, qui furent envoyés à Sremski Karlovci pour apprendre à lire et à écrire. En 1756, il ne comptait plus que 70 foyers. Dans la seconde moitié du XVIIIe siècle, Čalma, tout comme Kukujevci et Gibarac, appartenait à la famille Janković. L'église, dédiée à Saint-Georges, fut construite en 1766 ; son iconostase est due à Grigorije Davidović-Opšić, qui était originaire du village. Après la révolte de la Krajina de Koča en 1788, des Serbes se réfugièrent à Čalma et, en 1791, le village comptait 114 foyers et 658 habitants. Des populations allemandes vinrent également s'y installer. Au moment de la révolution de 1848, le village envoya deux représentants à l'Assemblée de mai qui se tenait à Sremski Karlovci et où fut décidée la création de la Voïvodine de Serbie. À la fin du XIXe siècle, les plus grands propriétaires fonciers du secteur étaient Koloman Janković et le prince Odescalchi.
En 1918, après la dislocation de l'Autriche-Hongrie, le village fut rattaché au royaume des Serbes, Croates et Slovènes qui, en 1929, devint le royaume de Yougoslavie.  Selon le recensement de 1931, Čalma comptait 1 683 habitants, dont 893 Serbes et 633 Allemands. Après la Seconde Guerre mondiale, la population allemande dut prendre le chemin et l'exil et elle fut remplacée par des Serbes venus de la région de Banja Luka.

## Démographie

### Évolution historique de la population
| 1948  | 1953  | 1961  | 1971  | 1981  | 1991  | 2002  | 2011  |
| ----- | ----- | ----- | ----- | ----- | ----- | ----- | ----- |
| 1 210 | 1 274 | 1 704 | 1 787 | 1 855 | 1 776 | 1 675 | 1 431 |

|  |

### Données de 2002
Pyramide des âges (2002)
En 2002, l'âge moyen de la population était de 39,9 ans pour les hommes et 42,1 ans pour les femmes.
Répartition de la population par nationalités (2002)
En 2002, les Serbes représentaient 97,5 % de la population.

### Données de 2011
En 2011, l'âge moyen de la population était de 44,5 ans, 42,9 ans pour les hommes et 46,2 ans pour les femmes.

## Éducation
Čalma dispose d'une école élémentaire (en serbe : osnovna škola), dont l'origine remonte à 1724 ; en 1973, elle est devenue une annexe de l'école Saint Sava de Sremska Mitrovica.

## Personnalité
Le peintre Grigorije Davidović-Opšić (fin du XVIIIe siècle) est né à Čalma.